# 고베 아와지 나루토 자동차도
고베 아와지 나루토 자동차도(일본어: 神戸淡路鳴門自動車道)는 혼슈 시코쿠 연락도로 고베·나루토 루트이며, 효고현 고베시의 산요 자동차도 고베니시 나들목을 기점으로 하여, 도쿠시마현 나루토시의 다카마쓰 자동차도 나루토 나들목에 이르는, 총 연장 89.0km의 높은 규격에 해당하는 간선 도로이다. 고속도로 넘버링에 의한 노선 번호는 E28이 부여받았다.
혼슈의 고베시에서 시작해 아카시 해협을 건너 아와지섬을 횡단, 더해서 나루토 해협을 건너 시코쿠의 나루토시에 이르는, 혼슈 시코쿠 연락 도로의 3개 루트 중 하나이다.

## 개요
고베니시 나들목 - 다루미 분기점 구간은 일본 건설성 (후의 일본 국토교통성)의 한신 국도 공사 사무소 직할 사업으로서 개통했다. 정식으로는 세이신 자동차도이다.
고베 아와지 나루토 자동차도의 도로명은 1998년 아카시 해협 대교 개통 이후에 명명되었다. 연도 지자체간의 의견 대립부터 명명 작업이 난항했기 때문에, 현재의 긴 도로명에 이른다. 거기까지는 특히 도로명은 없는, 도로표시에서는 혼시 도로, 지도에서는 혼슈 시코쿠 연락 도로, 아와지 종관도, 혼슈 시코쿠 연로교 공단 (혼슈 시코쿠 연락 고속도로)의 안내 팸플릿에서는 오나루토교 연락 도로로 표기되어 있다. 또한, 가와노에히가시 분기점의 안내 표시에서는, 2007년까지 신탄메이로라는 표시가 있었다. 이 명칭을 사용하던 것은 가와노에히가시 분기점에서만 있었다. 현재는 「고베」로 써서 개칭되어, 더해서 안내 표시의 우측에는 고베 아와지 나루토로라고 세로 형태의 보조 표지가 설치되었다.
해당 도로는, 태평양 신국토축 구상과 간사이 4개 순환 네트워크의 중요로 여겨져 있다. 오사카 만 환상 도로로서, 오사카 완간 도로, 기탄 연락 도로와 함께, 일주 약 200km의 순환 도로를 형성한다. 간사이 주오 환상도로로서, 긴키 자동차도, 주고쿠 자동차도, 산요 자동차도, 기탄 연락 도로와 함께, 물류 거점을 연계해서, 일주 약 240km의 순환 도로를 형성한다. 간사이 대순환 도로로서, 게이나와 자동차도, 신메이신 고속도로, 산요 자동차도, 기탄 연락도로와 함께, 연계 · 교류를 강화하여, 일주 약 300km의 순환 도로를 형성한다.
건설비는 약 1조 3500억엔으로, 아카시 해협 대교가 대공사에 들어갔던 것이며, 아와지 섬으로 고속도로를 통하는 필요가 있었던 것에서부터 매우 높이 중요했다. 세토 주오 자동차도의 10개교, 니시세토 자동차도의 11개교, 그 섬 내 도로, 더해 시마나미 해도의 동생격인 아키나다 제도 연락 가교의 7개교를 더한 총 건설비가 약 1조 3800억엔인 것에서부터, 엄청난 대규모 공사로 된 것이 나타났다.
아와지시마미나미 나들목과 나루토키타 나들목 구간의 오나루토 교를 달리는 7.1km 구간은, 1987년 8월 10일의 길의 날에서, 구) 일본 건설성과 '길의 날' 실행 위원회에 의해 제정되었던 "일본의 길 100선"에 선정되어 있다.

## 경유하는 지자체
- 효고현
  - 고베시 (니시구 - 기타구 - 니시구 - 스마구 - 니시구 - 다루미구) - 아와지시 - 스모토시 - 미나미아와지시

- 도쿠시마현
  - 나루토시

## 나들목 · 분기점
| 나들목 번호                                | 시설 이름                                  | 일본어 이름                       | 거리 (km)                         | BS                                | 접속 노선                                                                          | 소재지                            | 소재지                            | 소재지                            |
| 산요 자동차도 기미 지선 미키 방면          | 산요 자동차도 기미 지선 미키 방면          | 산요 자동차도 기미 지선 미키 방면 | 산요 자동차도 기미 지선 미키 방면 | 산요 자동차도 기미 지선 미키 방면 | 산요 자동차도 기미 지선 미키 방면                                                  | 산요 자동차도 기미 지선 미키 방면 | 산요 자동차도 기미 지선 미키 방면 | 산요 자동차도 기미 지선 미키 방면 |
| ------------------------------------------ | ------------------------------------------ | --------------------------------- | --------------------------------- | --------------------------------- | ---------------------------------------------------------------------------------- | --------------------------------- | --------------------------------- | --------------------------------- |
| -                                          | 고베니시 본선 요금소                       | 神戸西                            | 0.0                               | -                                 |                                                                                    | 효고현                            | 고베시                            | 니시구                            |
| 1                                          | 고베니시 나들목                            | 神戸西                            | 0.0                               |                                   | 효고 현도 22호 고베미키 선 효고 현도 52호 오부아카시 선                            | 효고현                            | 고베시                            | 니시구                            |
| 2                                          | 후세하타 분기점                            | 布施畑                            | 5.0                               | -                                 | 한신 고속도로 7호 기타코베 선                                                      | 효고현                            | 고베시                            | 니시구                            |
| 2                                          | 후세하타 나들목                            | 布施畑                            | 5.0                               |                                   | 효고 현도 65호 고베카코가와히메지 선                                               | 효고현                            | 고베시                            | 니시구                            |
| 3                                          | 다루미 분기점                              | 垂水○                             | 8.8                               | -                                 | 제 2 신메이 도로 (기타 선) (고베니시 바이패스) 한신 고속도로 5호 완간 선           | 효고현                            | 고베시                            | 다루미구                          |
| 3                                          | 다루미 나들목                              | 垂水                              | 8.8                               |                                   | 효고 현도 488호 나가사카타루미 선                                                  | 효고현                            | 고베시                            | 다루미구                          |
| -                                          | 마이코 BS                                  | 舞子                              | 13.2                              | ○                                 |                                                                                    | 효고현                            | 고베시                            | 다루미구                          |
| 4                                          | 아와지 나들목 / 아와지 SA                  | 淡路                              | 20.1                              | ○                                 | 효고 현도 157호 사노니이이와야 선 효고 현도 31호 후쿠라에이이와야 선 국도 제28호선 | 효고현                            | 아와지시                          | 아와지시                          |
| -                                          | 고속 아와지 하나하쿠 BS                    | 高速淡路花博                      | 22.2                              | ×                                 |                                                                                    | 효고현                            | 아와지시                          | 아와지시                          |
| 5                                          | 히가시우라 나들목                          | 東浦                              | 25.5                              | ○                                 | 효고 현도 460호 노지마우라 선                                                      | 효고현                            | 아와지시                          | 아와지시                          |
| -                                          | 니이 BS                                    | 仁井                              | 28.8                              | ○                                 |                                                                                    | 효고현                            | 아와지시                          | 아와지시                          |
| 6                                          | 호쿠단 나들목                              | 北淡                              | 34.3                              | ○                                 | 효고 현도 123호 이쿠호이쿠하 선                                                    | 효고현                            | 아와지시                          | 아와지시                          |
| -                                          | 무로즈 PA                                  | 室津                              | 35.5                              |                                   |                                                                                    | 효고현                            | 아와지시                          | 아와지시                          |
| -                                          | 도다 BS                                    | 遠田                              | 42.0                              | ○                                 |                                                                                    | 효고현                            | 아와지시                          | 아와지시                          |
| 7                                          | 쓰나이치노미야 나들목                      | 津名一宮                          | 44.4                              | ○                                 | 효고 현도 66호 오타니아이하라진다이 선                                             | 효고현                            | 아와지시                          | 아와지시                          |
| -                                          | 아이가 BS                                  | 安乎                              | 48.3                              | ○                                 |                                                                                    | 효고현                            | 스모토시                          | 스모토시                          |
| 7-1                                        | 아와지시마추오 스마트 나들목 나카가와라 BS | 淡路島中央 中川原                 | 52.4                              | ○                                 | 효고 현도 46호 스모토고시키 선                                                     | 효고현                            | 스모토시                          | 스모토시                          |
| 8                                          | 스모토 나들목                              | 洲本                              | 56.3                              | ○                                 | 국도 제28호선 (스모토 바이패스) 효고 현도 472호 도리카이우라스모토 선              | 효고현                            | 스모토시                          | 스모토시                          |
| -                                          | 미도리 PA                                  | 緑                                | 59.4                              | ○                                 |                                                                                    | 효고현                            | 미나미아와지시                    | 미나미아와지시                    |
| -                                          | 에나미 BS                                  | 榎列                              | 64.1                              | ○                                 |                                                                                    | 효고현                            | 미나미아와지시                    | 미나미아와지시                    |
| 9                                          | 세이단미하라 나들목                        | 西淡三原                          | 65.8                              |                                   | 효고 현도 126호 마쓰호야기 선                                                      | 효고현                            | 미나미아와지시                    | 미나미아와지시                    |
| -                                          | 시치 BS                                    | 志知                              | 67.4                              | ○                                 |                                                                                    | 효고현                            | 미나미아와지시                    | 미나미아와지시                    |
| -                                          | 세이단 가출입구                            | 西淡仮出入口                      | 71.8                              |                                   | 효고 현도 477호 아나가이치 선 (우즈시오 라인)                                      | 효고현                            | 미나미아와지시                    | 미나미아와지시                    |
| 10                                         | 아와지시마미나미 나들목 / PA               | 淡路島南                          | 74.6                              | ○                                 | 효고 현도 25호 아마후쿠라미나토 선 (우즈시오 라인)                                 | 효고현                            | 미나미아와지시                    | 미나미아와지시                    |
| -                                          | 나루토코엔구치 BS                          | 鳴門公園口                        | 79.8                              | ○                                 |                                                                                    | 도쿠시마현                        | 나루토시                          | 나루토시                          |
| 11                                         | 나루토키타 나들목                          | 鳴門北                            | 81.7                              |                                   | 도쿠시마 현도 11호 나루토코엔 선                                                   | 도쿠시마현                        | 나루토시                          | 나루토시                          |
| -                                          | 오게지마 BS                                | 大毛島                            | 82.9                              | ○ ◆                               |                                                                                    | 도쿠시마현                        | 나루토시                          | 나루토시                          |
| -                                          | 고속 나루토 BS                             | 高速鳴門                          | 85.9                              | ○                                 |                                                                                    | 도쿠시마현                        | 나루토시                          | 나루토시                          |
| -                                          | 나루토 본선 요금소                         | 鳴門                              | 89.0                              | -                                 |                                                                                    | 도쿠시마현                        | 나루토시                          | 나루토시                          |
| 12                                         | 나루토 나들목                              | 鳴門                              | 89.0                              |                                   | 국도 제11호선 (요시노가와 바이패스)                                                | 도쿠시마현                        | 나루토시                          | 나루토시                          |
| 다카마쓰 자동차도 다카마쓰 · 사카이데 방면 |                                            |                                   |                                   |                                   |                                                                                    |                                   |                                   |                                   |

## 같이 보기
- 국도 제28호선 (일본)